# Yohkoh

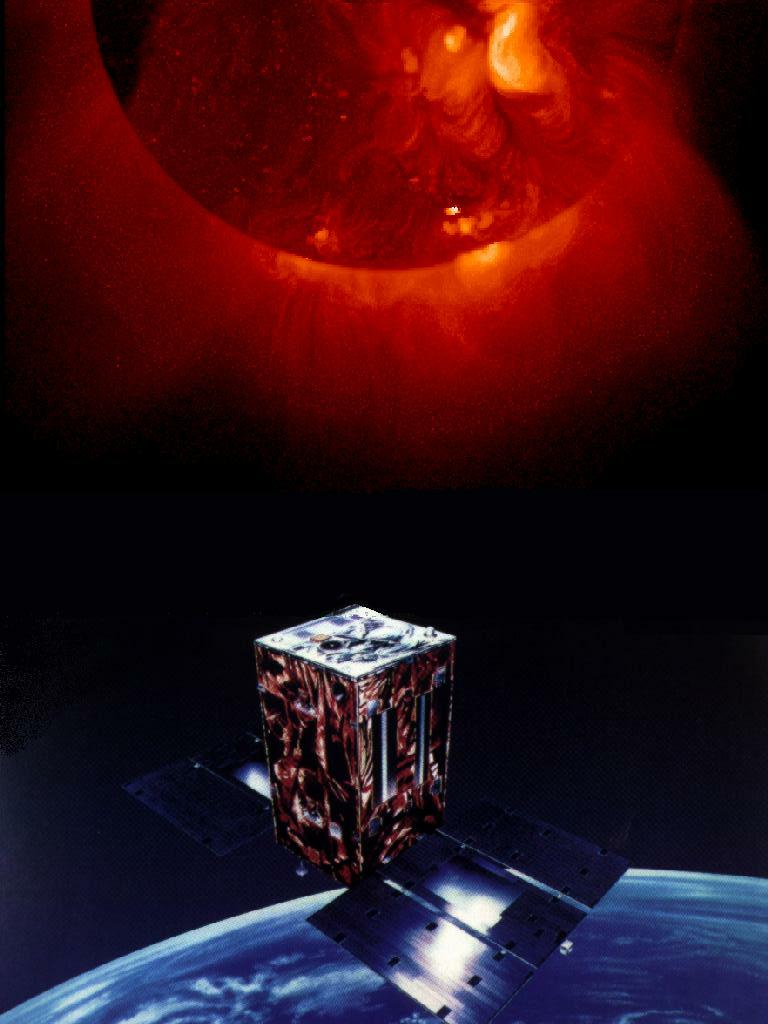
Yohkoh űrszonda

A Yohkoh (Solar-A) egy japán röntgencsillagászati mesterséges hold. 1991. augusztus 30-án indult M-3S-II rakétával.
Építője az ISAS (Institute of Space and Astronautical Science) volt, amely később a JAXA japán űrügynökségbe olvadt. A program amerikai és brit részvétellel zajlott. Tudományos megfigyeléseket egészen 2001 végéig végeztek a mesterséges hold műszereivel. 11 éven keresztül folyamatosan figyelték a teljes napciklust. A napmegfigyelő űreszközön röntgen képalkotó, illetve röntgen- és gammatartományban működő színképelemző berendezések voltak. A Yohkoh 2005. szeptember 12-én Ázsia felett belépett a légkörbe és elégett.

## Külső hivatkozások

### Magyar oldalak
- A veterán napmegfigyelő műhold vége (a küldetés leírása)